# Marie-Antoinette Gout
Pour les articles homonymes, voir Gout (homonymie).
Marie-Antoinette Gout (née le 14 mai 1906 à Épinal et morte le 16 mai 1986 à Remiremont) est une infirmière et résistante française, ayant œuvré à la protection de Juifs pendant la Seconde Guerre mondiale.

## Biographie
Peu d'informations sont connues à propos de la famille et l'enfance de Marie-Antoinette Gout. Elle devient infirmière avant le début de la Seconde Guerre mondiale. Lorsque la ville d'Épinal se retrouve occupée par les Allemands, elle va entretenir des liens de solidarité avec les membres de la communauté juive de la ville,.
À partir de 1942, la situation pour les Juifs dans les Vosges s'aggrave : le nombre de déportations et de rafles augmente. Dans le même temps, le mouvement de résistance se consolide et multiplie ses actions. Faisant elle-même partie de la résistance, Marie-Antoinette Gout parvient à sauver des Juifs en les faisant passer clandestinement en zone libre. En effet, une dame portant le patronyme de Hecker lui demande d'aider ses deux jeunes filles Norah et Josette. L'infirmière prépare donc un voyage vers la zone libre avec elles, et cinq autres jeunes Juifs de la ville. Munis de faux papiers d'identité, les jeunes doivent se faire passer pour des tuberculeux accompagnés de l'infirmière partant en convalescence dans les Alpes. Ils traversent donc tous la ligne de démarcation et arrivent à Lyon où différentes familles viennent les chercher pour s'en occuper,.
Toutefois, elle est à la suite de cela dénoncée, arrêtée, internée à Nancy puis déportée au camp de Ravensbrück d'où elle sera libérée en 1945.
En 1972, Josette Hecker, aujourd'hui Josette Ohringer, témoigne pour que Marie-Antoinette Gout reçoive le prix de Juste parmi les Nations : « Après la guerre, de retour à Épinal, mes parents l'ont reçue mais elle n'a jamais rien voulu accepter de leur part. [...] J'espère que mon témoignage vous sera utile et que ma gratitude parviendra jusqu'à elle par votre intermédiaire ».

## Distinctions
- Médaille de la Résistance française (décret du 11 mars 1947)[9]
- Elle reçoit le 3 mai 1973 le titre de Juste parmi les Nations de l'institut Yad Vashem, et la cérémonie de reconnaissance a lieu le 20 septembre 1978.